# United Volleys Frankfurt
United Volleys Frankfurt – męska drużyna siatkarska z Frankfurtu nad Menem, która gra od 2015 roku w Bundeslidze. Do 2018 r. zespół grał pod nazwą United Volleys Rhein-Main.

## Historia
Podczas przygotowań do sezonu 2018/2019 zespół wziął udział w III Memoriale Krzysztofa Turka, który odbył się w Katowicach w dniach 28 i 29 września. Pierwszego dnia zawodnicy United ulegli drużynie GKS-u Katowice 3:1. Drugiego dnia lepszym od zespołu z Frankfurtu okazał się wicemistrz Polski ZAKSA Kędzierzyn-Koźle. Spotkanie zakończyło się wynikiem 3:0.

## Sukcesy
Mistrzostwa Niemiec:
- (3x): 2016, 2017, 2018

Puchar Niemiec:
- (1x): 2021

## Kadra

### Sezon 2020/2021
| Nr | Imię i nazwisko                | Data ur. | Wzrost | Pozycja      |
| -- | ------------------------------ | -------- | ------ | ------------ |
| 1  | Facundo Imhoff (od 11.12.2020) | 1989     | 202    | środkowy     |
| 2  | Satoshi Tsuiki                 | 1992     | 174    | libero       |
| 3  | Melf Urban                     | 2001     | 203    | środkowy     |
| 4  | Noah Baxpöhler                 | 1993     | 208    | środkowy     |
| 5  | Floris van Rekom               | 1991     | 197    | przyjmujący  |
| 5  | Erik Röhrs (od 05.03.2021)     | 2001     | 201    | przyjmujący  |
| 6  | Kyle Dagostino                 | 1995     | 175    | libero       |
| 7  | Ben Bierwisch                  | 2002     | 196    | przyjmujący  |
| 9  | Tim Grozer                     | 1998     | 196    | przyjmujący  |
| 10 | Jochen Schöps                  | 1983     | 200    | atakujący    |
| 11 | Daniel Malescha                | 1994     | 203    | atakujący    |
| 12 | Jakob Günthör                  | 1995     | 210    | środkowy     |
| 13 | Mario Schmidgall               | 1998     | 202    | rozgrywający |
| 14 | Leon Dervisaj                  | 1996     | 194    | rozgrywający |
| 15 | Rodrigo Quiroga                | 1987     | 190    | przyjmujący  |
| 16 | Matthias Valkiers              | 1990     | 198    | rozgrywający |
| 17 | Kjell Christian Molzen         | 2001     | 198    | przyjmujący  |

### Sezon 2019/2020
| Nr | Imię i nazwisko               | Data ur. | Wzrost | Pozycja      |
| -- | ----------------------------- | -------- | ------ | ------------ |
| 1  | Urban Toman                   | 1997     | 185    | libero       |
| 2  | Ewoud Gommans (od 12.01.2020) | 1990     | 202    | przyjmujący  |
| 3  | Blain Cranston                | 1995     | 197    | rozgrywający |
| 5  | Floris van Rekom              | 1991     | 197    | przyjmujący  |
| 6  | Paul Henning                  | 1997     | 201    | środkowy     |
| 7  | Louis Kunstmann               | 2000     | 198    | środkowy     |
| 8  | Masahiro Yanagida             | 1992     | 186    | przyjmujący  |
| 9  | Milija Mrdak                  | 1991     | 201    | atakujący    |
| 10 | Jochen Schöps (od 31.01.2020) | 1983     | 200    | atakujący    |
| 11 | Tobias Krick                  | 1998     | 211    | środkowy     |
| 12 | Thorben Stahmer               | 1989     | 186    | libero       |
| 13 | Jean-Philippe Sol             | 1986     | 198    | środkowy     |
| 14 | Peter Wolf                    | 1992     | 200    | atakujący    |
| 15 | Luke Smith                    | 1990     | 204    | przyjmujący  |
| 16 | Matthias Valkiers             | 1990     | 198    | rozgrywający |
| 17 | Wasilis Kostopulos            | 1995     | 198    | przyjmujący  |

### Sezon 2018/2019
| Nr | Imię i nazwisko    | Data ur. | Wzrost | Pozycja      |
| -- | ------------------ | -------- | ------ | ------------ |
| 1  | Maksim Buculjević  | 1991     | 191    | rozgrywający |
| 2  | Tanner Syftestad   | 1995     | 204    | atakujący    |
| 3  | Andreas Fragkos    | 1989     | 200    | przyjmujący  |
| 4  | Patrick Steuerwald | 1986     | 180    | rozgrywający |
| 5  | Jackson Maris      | 1993     | 190    | rozgrywający |
| 6  | Paul Henning       | 1997     | 201    | środkowy     |
| 7  | Louis Kunstmann    | 2000     | 198    | środkowy     |
| 8  | Lorenz Karlitzek   | 1999     | 195    | przyjmujący  |
| 9  | Georg Escher       | 1994     | 204    | środkowy     |
| 10 | Julian Zenger      | 1997     | 190    | libero       |
| 11 | Tobias Krick       | 1998     | 211    | środkowy     |
| 12 | Lucas Van Berkel   | 1991     | 210    | środkowy     |
| 13 | Moritz Karlitzek   | 1996     | 191    | przyjmujący  |
| 15 | Milija Mrdak       | 1991     | 201    | atakujący    |
| 16 | Sebastian Schwarz  | 1985     | 197    | przyjmujący  |
| 17 | Wasilis Kostopulos | 1995     | 198    | przyjmujący  |
| 18 | Adam Kocian        | 1995     | 192    | rozgrywający |

### Sezon 2017/2018
| Nr | Imię i nazwisko    | Data ur. | Wzrost | Pozycja      |
| -- | ------------------ | -------- | ------ | ------------ |
| 4  | Patrick Steuerwald | 1986     | 180    | rozgrywający |
| 5  | Lukas Bauer        | 1989     | 202    | środkowy     |
| 6  | Adrian Aciobăniței | 1997     | 193    | przyjmujący  |
| 7  | Jannis Hopt        | 1996     | 205    | rozgrywający |
| 8  | Lorenz Karlitzek   | 1999     | 195    | przyjmujący  |
| 9  | Georg Escher       | 1994     | 204    | środkowy     |
| 10 | Julian Zenger      | 1997     | 190    | libero       |
| 11 | Tobias Krick       | 1998     | 211    | środkowy     |
| 12 | Issei Ōtake        | 1995     | 201    | atakujący    |
| 13 | Moritz Karlitzek   | 1996     | 191    | przyjmujący  |
| 16 | Sebastian Schwarz  | 1985     | 197    | przyjmujący  |
| 18 | Lincoln Williams   | 1993     | 200    | atakujący    |

### Sezon 2016/2017
| Nr | Imię i nazwisko    | Data ur. | Wzrost | Pozycja      |
| -- | ------------------ | -------- | ------ | ------------ |
| 1  | Florian Ringseis   | 1992     | 188    | libero       |
| 3  | Mitchell Tulley    | 1996     | 208    | przyjmujący  |
| 5  | Lukas Bauer        | 1989     | 202    | środkowy     |
| 6  | Adrian Aciobăniței | 1997     | 193    | przyjmujący  |
| 7  | Jannis Hopt        | 1996     | 205    | rozgrywający |
| 8  | Jan Klobučar       | 1992     | 195    | przyjmujący  |
| 9  | Georg Escher       | 1994     | 204    | środkowy     |
| 10 | Moritz Reichert    | 1995     | 195    | przyjmujący  |
| 11 | Tobias Krick       | 1998     | 211    | środkowy     |
| 14 | Peter Wolf         | 1992     | 200    | atakujący    |
| 16 | Christian Dünnes   | 1984     | 207    | atakujący    |
| 17 | Jan Zimmermann     | 1993     | 190    | rozgrywający |